# Ely Aguiar
Francisco Ely Aguiar Alves (Crato, 29 de outubro de 1951), mas conhecido popularmente como Ely Aguiar é um jornalista policial, radialista, apresentador de televisão e político brasileiro. Começou sua carreira como radialista trabalhando como locutor na Rádio Educadora Cariri, em seguida entrou para a Rádio Verdes Mares, em seguida na FM 93, até que em 2001 entrou para a TV Diário onde trabalhou como repórter policial e logo mais tarde como apresentador. Com passagem pelos programas Os Malas e a Lei, Cidade 190 e A hora dos Mala, Ely Aguiar tem a marca de fazer sátira e chacota com suspeitos de atos criminosos e com pessoas em privação de liberdade.
Ely Aguiar ganhou fama pelas suas coberturas irônicas e seu jeito irreverente de apresentar as suas matérias, misturando a cobertura policial com bom humor, sendo considerado um dos melhores repórteres de porta de xadrez do País, como são chamados os repórteres policiais que cobrem o dia-a-dia nas delegacias. Desta fama televisiva, a levou para a política, elegendo-se deputado estadual pela primeira vez nas eleições estaduais de 2006, pelo Partido Social Democrata Cristã (PSDC), atualmente Democracia Cristã (DC), sendo reeleito em 2010 e em 2014 pelo mesmo partido, exercendo o cargo de deputado estadual pelo estado do Ceará por três mandatos consecutivos.

## Biografia
É filho de Francisco Alves Pereira e Alice Pereira Aguiar. Iniciou os estudos no Colégio Estadual Wilson Gonçalves e na Escola Técnica. Concluiu o ensino médio no Colégio Diocesano do Crato. 
Profissionalmente, deu início a sua atividade radiofônica na Rádio Educadora do Cariri, no Crato, atividade que exerce há mais de trinta anos, aos 18 anos mudou-se para Fortaleza a fim de servir no Exército Brasileiro, lotado na 10ª Região Militar e estudar.
Cursou jornalismo na antiga Escola Líder, de São Paulo, posteriormente, estudou administração de empresas na Faculdades Nordeste (FANOR) (Fanor), transferindo-se para o curso de Direito, na mesma faculdade. Apesar disso, Ely Aguiar é sociólogo, por formação, e hoje é acadêmico de sociologia.

## Carreira radialista e televisiva

### Início
Iniciou sua carreira na Rádio Educadora do Cariri, como locutor, aos 18 anos de idade, em Crato, Ceará, e em Fortaleza foi contratado pela Rádio Verdes Mares, posteriormente pelo jornal e rádio O Povo AM, onde permaneceu por quatro anos. 
Em 1997, Ely Aguiar foi transferido para a TV Cidade, afiliada do SBT, onde comandou o programa Aqui Agora durante quatro anos, atuando como repórter e algumas vezes como apresentador. Em 2001, Ely Aguiar foi contratado pela TV Diário, onde apresentou telejornal policial Os Malas e Lei, juntamente com o personagem Cabo Fela, considerado o programa de maior audiência da televisão do Ceará. Na TV Diário, Ely Aguiar trabalhou por 16 anos, e por último comandou e apresentou o programa. Em 2017 Ely Aguiar foi contratado pela TV Jangadeiro, onde comanda o programa Os Malas desde o dia 3 de junho de 2017.

### Os Malas e a Lei

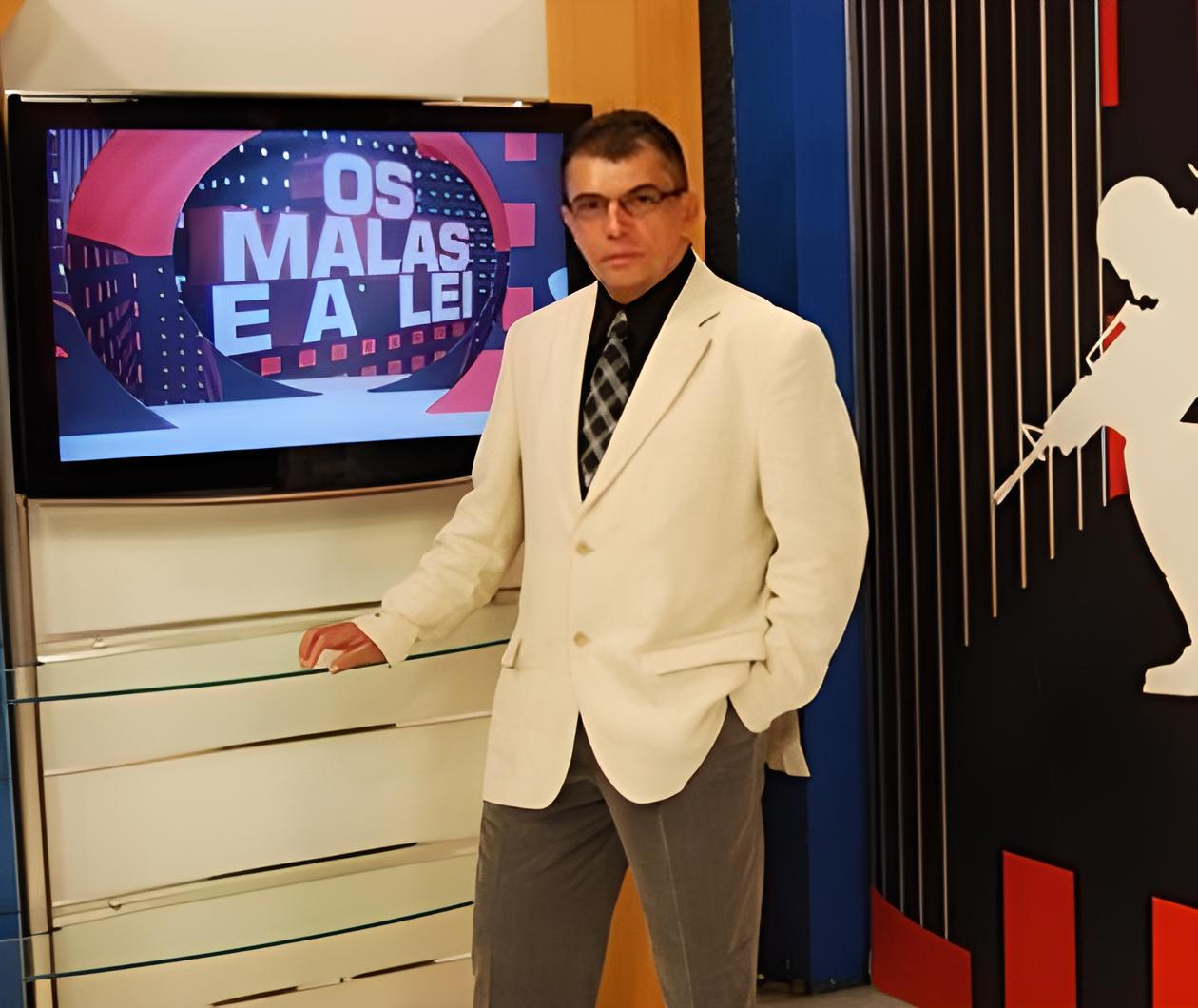
Ely Aguiar, apresentando Os Malas e a Lei.

Após adquirir notoriedade em seu trabalho como repórter no programa Rota 22, em 2005, ganhou seu próprio programa televisivo intitulado Os Malas e a Lei.   Em 2009, Ely Aguiar ficou famoso na internet brasileira, através do compartilhamento de vídeos em redes sociais, pelas suas coberturas irônicas e seu jeito irreverente de apresentar suas matérias. Em 2013 "Os Malas e A Lei" da TV Diário atingiu a vice-liderança em todo o estado do Ceará com a TV Cidade da RecordTV. O que lhe rendeu bastante em sua carreira televisiva.
Enquanto reporter e apresentador, Ely Aguiar misturava a cobertura policial com humor, fazendo durante suas reportagens várias piadas na frente de criminosos. Ely Aguiar é considerado o melhor "repórter de porta de xadrez" do País - como são chamados os repórteres policiais que cobrem o dia-a-dia das delegacias.

Apesar do sucesso entre os telespectadores, o programa também enfrentou críticas por parte de setores que o acusavam de explorar o sensacionalismo e reforçar estereótipos sociais. Ainda assim, Ely Aguiar usava o espaço para expressar opiniões contundentes sobre segurança pública, corrupção e desigualdade social, temas que depois se refletiriam em sua atuação política.
A experiência na televisão foi fundamental para sua transição à vida pública. Ely usou sua visibilidade conquistada nas telas como trampolim para a eleição como deputado estadual em 2006, mantendo, ao longo dos mandatos, o mesmo estilo combativo e popular que o celebrizou como apresentador.

## Carreira política

### Deputado estadual do Ceará (2007-2019)
Em 2006, (até então filiado ao PSL) filia-se ao Partido Social Democrata Cristão (PSDC), candidatando-se a deputado estadual, mesmo após uma tentativa frustrada de assumir um cargo público, Ely Aguiar é eleito pela primeira vez deputado estadual do estado do Ceará, com pouco mais de 24 mil votos. Em 2010 é re-eleito pelo mesmo partido. Em 2014, desta vez decide filiar-se ao Partido Social Cristão (PSC), sendo sucessivamente re-eleito pela segunda vez. Em 2018 filiou-se novamente ao Partido Social Liberal (PSL) na tentativa de disputar uma quarta re-eleição, sem sucesso. perdendo por 20 mil votos. Durante sua atividade parlamentar como deputado estadual esteve filiado ao Partido Social Democrata Cristão (2006-2014) e ao Partido Social Cristão (2014-2018).
Em 2018, retornou ao PSL com a intenção de disputar um quarto mandato, porém não obteve sucesso nas urnas. Após a derrota, em 2019, assumiu a presidência do diretório municipal do Partido Social Democrático (PSD) em Fortaleza, a convite do presidente estadual da sigla, Domingos Filho. Em 2022, filiou-se ao Partido da Social Democracia Brasileira (PSDB), visando concorrer ao cargo de deputado federal.

### Controvérsias
Ao longo de sua trajetória política, Ely Aguiar protagonizou algumas controvérsias. Em 2018, enquanto presidente do Partido da Social Democracia Cristã no Ceará, declarou que o partido não estava “à venda” e que não mudaria suas convicções em troca de benefícios governamentais. Ele enfatizou sua independência política e criticou aqueles que alteram suas posições por conveniência. Além disso, em 2018, apresentou um projeto de lei na Assembleia Legislativa do Ceará para conceder o título de Cidadão Cearense ao presidente eleito Jair Bolsonaro, justificando a iniciativa pelo expressivo número de votos que Bolsonaro recebeu no estado.
Ely Aguiar também foi crítico de escândalos de corrupção envolvendo membros do Partido dos Trabalhadores (PT). Em diversas ocasiões, utilizou a tribuna da Assembleia Legislativa do Ceará para expressar sua insatisfação com a sucessão de denúncias contra políticos do partido, questionando a integridade da legenda e de seus representantes. 